# Canoga Park
Canoga Park ist ein Stadtteil der amerikanischen Großstadt Los Angeles und liegt im San Fernando Valley.

## Geographie

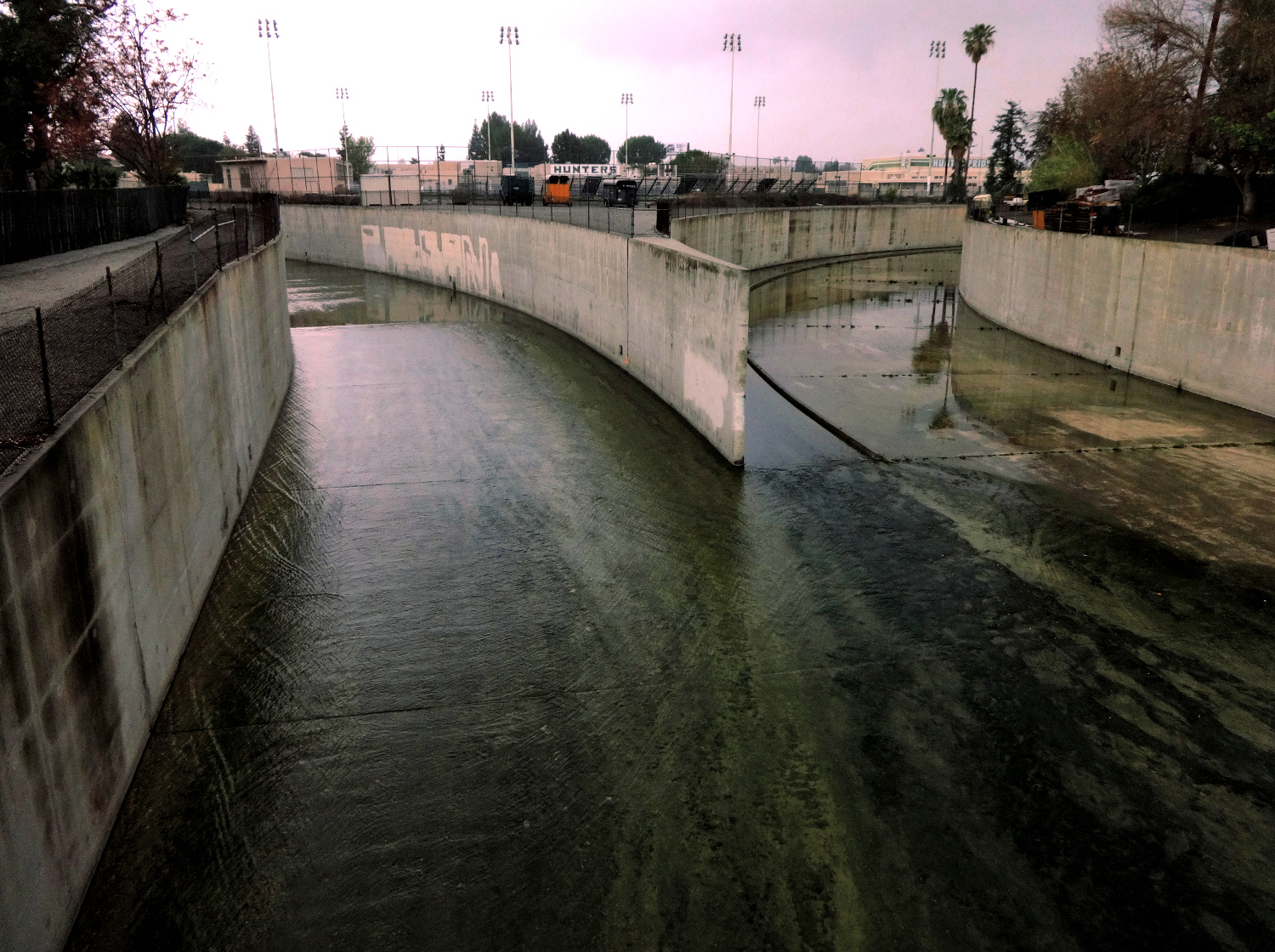
Zusammenfluss von Bell Creek und Calabasas Creek in Canoga Park

Westlich von Canoga Park liegt West Hills und östlich Winnetka. In Canoga Park fließen Bell Creek und Calabasas Creek zusammen und bilden ab hier den Los Angeles River.

## Bevölkerung
Noch Mitte der 1990er Jahre galt Canoga Park als eine vorwiegend weiße Nachbarschaft (69 % Weiße), aber mit einem wachsenden Anteil an Minderheiten.
Laut der Volkszählung von 2000 lebten in Canoga Park 53.227 Personen, die Schätzung des Planungsbüros von Los Angeles 2008 ging von 60.578 Einwohnern im Jahr 2008 aus. 50,9 % sind Latinos, 30,2 % Weiße. 22.782 der Bewohner des Stadtteils sind nicht in den Vereinigten Staaten geboren. Der häufigste ethnische Hintergrund der Zuwanderer ist mexikanisch (32 %), gefolgt von deutsch (4 %). Die Bevölkerungsdichte ist durchschnittlich hoch für Los Angeles, aber überdurchschnittlich hoch für das Los Angeles County.

## Geschichte
Das Gebiet von Canoga Park war ursprünglich besiedelt von Indianern der Chumash und der Tongva.

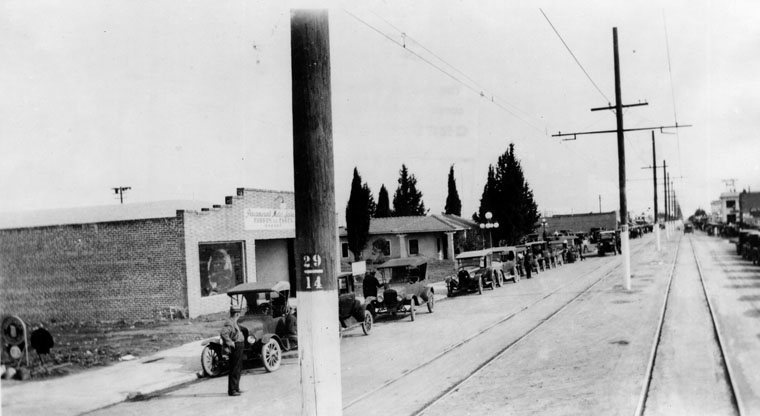
Sherman Way in Owensmouth (heute Canoga Park) um 1920

1909 verkaufte Isaac N. Van Nuys, der Eigentümer der Los Angeles Farming and Milling Company und eines Großteils des Landes im südlichen San Fernando Valley, sein Land, einschließlich des Gebietes des heutigen Canoga Park an die Los Angeles Suburban Homes Company für 2,5 Millionen US-Dollar. Die Gesellschaft erschloss in der Folge das Gebiet, um es zu verkaufen. Am 30. März 1912 wurde die Ortschaft Owensmouth im Rahmen dieses Prozesses gegründet. Die Erschließung erfolgte durch die Anlage der zentralen Straße, heute Sherman Way, und die Anbindung an das Schienennetz der Electric Pacific Railroad. Der Anschluss an die Wasserversorgung von Los Angeles erfolgte 1917.

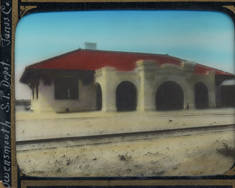
Station der Electric Pacific in Owensmouth (heute Canoga Park), ca. 1913

Die Station der Electric Pacific war nahe einem Brunnen errichtet worden, der nach Canoga (New York) benannt war. Der Name Owensmouth bezog sich auf die Wasserquelle des Los Angeles Aquädukt, den Owens River im Owens Valley. Owensmouth wurde 1931 in Canoga Park umbenannt. Die Post hatte auf den Zusatz „Park“ bestanden, um eine Verwechslung mit Canoga im Bundesstaat New York zu vermeiden.
War Canoga Park auch lange eine kleine eher ländliche Ansiedlung, begann sich dies in den 1940ern mit der Ansiedlung von Pierce College und in den 1950ern durch die Ansiedlung von Luftfahrtindustrie zu ändern. Es siedelten sich hier Unternehmen wie Rocketdyne, Boeing, Hughes Aircraft und Rockwell International an. Hughes schloss in den 1990ern seine Raketenproduktionsstätte, die zu diesem Zeitpunkt 1.900 Personen beschäftigte.
1988 wurde der westliche Teil von Canoga Park in West Hills umbenannt und als eigener Stadtteil abgespalten.
1994 kam es in der Folge des Northridge-Erdbebens zu erheblichen Schäden in Canoga Park, die aber beseitigt werden konnten.
Der Stadtteil wurde 2005 als erster Stadtteil von Los Angeles 2005 mit dem All-America City Award ausgezeichnet.

## Parks
In Canoga Park besteht das Lanark Recreation Center, das neben einer Parkanlage, Sport (Baseball, Basketball, Boxen, Fußball, Softball, Schwimmen, Tennis, Volleyball) für die Jugend anbietet und entsprechende Einrichtungen hat. Am Shaddow Ranch Recreation Center stehen Picknicktische, ein Baseball-Feld, ein American-Football-Feld, ein Basketball-Platz und ein Spielplatz zur Verfügung. Hier werden Ballett, Klavier und andere Tanzkurse angeboten.

## Bildung
Insgesamt liegen zwölf öffentliche und private Schulen in Canoga Park.
Als Grundschule bedienen die Canoga Park Elementary School und die Hart Street Elementary School die Jahrgangsstufen von Kindergarten bis zur fünften Klasse. Als Grundschule kann auch die Ingenium Charter School besucht werden. Hieran anschließend kann die nach Christoph Kolumbus benannte Columbus Middle School besucht werden. Nahe dem Beginn des Los Angeles River liegt das Schulgelände der Canoga Park Senior High School.
Es besteht ein Canoga Park Youth Arts Center, das Kunstkurse für Kinder und Jugendliche der Altersstufen 6 bis 17 anbietet. Das Zentrum ist in einem Gebäude untergebracht, das der ersten Telefongesellschaft im San Fernando Valley diente.
Die Canoga Owensmouth Historic Society betreibt ein kleines Museum zur Geschichte von Canoga Park.
Die Öffentliche Bibliothek von Los Angeles unterhält in Canoga Park am Sherman Way eine Niederlassung.

## Wirtschaft
Der Stadtteil ist neben Chatsworth und Van Nuys einer der Hauptproduktionsorte der Pornofilmindustrie im San Fernando Valley.

## Canoga Park im Film und Fernsehen
Im Film Terminator 2 liegt John Connors Jugendhaus in Canoga Park.
Playboy TV strahlte ab 2007 die erotische Comedy-Fernsehserie Canoga Park aus.

## Persönlichkeiten
- Shay Murphy (* 1985), Basketballtrainerin und -spielerin